# Denemarken op de Melodi Grand Prix Nordic
Denemarken is een van de stichtende landen van de Melodi Grand Prix Nordic, samen met Noorwegen en Zweden.
In 2002 stuurde Denemarken Morten, Razz en Emma naar het festival. Razz wist het te winnen. Morten en Emma eindigden gedeeld 4e.
Tussen 2003 en 2005 werd het festival niet gehouden.
In 2006 stuurde Denemarken Foz'n's, SEB en Wemix. SEB wist de Super-finale te halen en wist die ook winnend af te sluiten.
In 2007 werden Mathias en Amalie gestuurd naar Noorwegen. Mathias haalde het van Amalie en mocht zodoende Denemarken vertegenwoordigen in de Super-finale, waar hij derde werd.
In 2008 werden De Johanssons en Sandra uitgekozen om Denemarken in eigen land te vertegenwoordigen. De Johanssons haalden de Super-finale en werden daarin 2e.
In 2009 werden PelleB en Engledrys naar Zweden gestuurd. PelleB haalde finale waarin hij tweede werd.
Sinds 2010 wordt de Melodi Grand Prix Nordic niet meer gehouden.

## Deense deelnames
| Jaar | Artiest        | Lied                      | Plaats | Punten | Taal            |
| ---- | -------------- | ------------------------- | ------ | ------ | --------------- |
| 2002 | Morten         | Du er ikke som de andre   | 4      | 32     | Deens           |
| 2002 | Razz           | Kickflipper               | 1      | 44     | Deens           |
| 2002 | Emma           | Du er den, som jeg vil ha | 4      | 32     | Deens           |
| 2006 | SEB            | Tro på os to              | 1      | 127    | Deens           |
| 2006 | Foz'n's        | Mit hood                  | X      | X      | Deens           |
| 2006 | Wemix          | Få din boogie på          | X      | X      | Deens           |
| 2007 | Mathias        | Party                     | 3      | 10.882 | Deens           |
| 2007 | Amalie         | Til solen står op         | X      | X      | Deens           |
| 2008 | De Johanssons  | En for all, all for en    | 2      | 90     | Deens           |
| 2008 | Sandra Monique | Hola chica                | X      | X      | Deens en Spaans |
| 2009 | PelleB         | Kun min                   | 2      | 28     | Deens           |
| 2009 | Engledrys      | Familien-Min bedste ven   | X      | X      | Deens           |

## Festivals in Denemarken
| Jaar | Plaats     | Zaal            | Presentator(en)                                              |
| ---- | ---------- | --------------- | ------------------------------------------------------------ |
| 2002 | Kopenhagen | Forum København | Camilla Ottesen, Stian Barsnes Simonsen en Josefin Sundström |
| 2008 | Aarhus     | Musikhuset      | Jakob Riising en Signe Lindkvist                             |

2002 · 2006 · 2007 · 2008 · 2009
Denemarken · Finland · Noorwegen · Zweden